# Кассаб
Кассаб, Кесаб (Кессаб, Касаб) (араб. كسب‎, арм. Քեսապ (Քեսաբ)) — город в Сирии, входит в состав мухафазы Латакия.
Кассаб находится на северо-западе Сирии, на границе с турецкой провинцией Хатай.

## История

Кассаб в составе Армянского государства Филарета Варажнуни в XI веке

Территория Кассаб на протяжении истории входила в состав многих государств, в середине 80-х годов до н. э. как составная часть Сирии она была присоединена к Великой Армении Тиграном II Великим. После поражения от римлян в 66 году до н. э. Тигран II отказался от претензий на Сирию, и в 64 году до н. э. она была аннексирована Римской империей. На протяжении последующих веков входила в состав Византии, Арабского халифата, армянского государства Филарета Варажнуни (1074—1084), Антиохийского княжества и Мамлюкского султаната.
В период установления здесь власти Мамлюкского султаната (XIII—XIV века) армянские, греческие и ассирийские деревни провинции Антиохия подвергались погромам и насилию. Спасаясь от преследования и резни, армяне находили пристанище в горном Кассабе. Присутствие армян здесь засвидетельствовано с XVI века, окончательно община сформировалась в XVIII веке.
По данным интернет сайта kessabtsiner.com, Кассаб и соседние деревни образовались и развивались с XVI века до начала XIX века.
В XVI веке район Кассаба был захвачен Османской империей. По окончании Первой мировой войны, по решению конференции в Сан-Ремо (1920) Сирия и Александреттский санджак были заняты Францией.
В 1938 году было создано автономное государство Хатай, Кассабский район составил его крайнюю южную часть. В 1939 году Хатай был аннексирован Турецкой республикой, однако Кассаб присоединился к Сирии (в этом сыграли важную роль кардинал Григор Петрос Агаджанян и папский посланник в Сирии и Ливане), но большая часть земельных участков его жителей остались в составе Турции. В 1946 году Кассаб становится частью независимой Сирийской Арабской Республики.

### Погромы

#### 1909 год
В апреле 1909 года (во время беспорядков и резни в Киликии) турецкие отряды (состоящие из около 30 тысяч солдат) вторглись в Кассаб. Против турецких солдат было организовано сопротивление, но туркам удалось занять одно из предместий Кассаба. Армяне были вынуждены перебраться в горы и на побережье Гаратурана. После разграбления и поджога Кассаба турки направились к Гаратурану и устроили грабёж. С Гаратурана армяне через турецкое село Бедрусие перебрались в бухту Базит, откуда на французском транспортном судне «Нижер» переправились в Латакию. Во время погрома были убиты 161 армян. После событий 1909 года жители Кассабского района вернулись и восстановили свои дома.

#### 1915 год
Во время геноцида 1915 года жители Кассаба оказали сопротивление и подверглись насильственной депортации в Иорданию и в пустыню Дейр-эз-Зор. Приказ о депортации дошёл до Кассаба 26 июня (июля) 1915 года. Известно, что насильственно были перемещены около 8 тысяч кассабских армян, из которых 5 тысяч были убиты. Большая часть из оставшихся в живых армян Кассаба в 1918 году вернулись в родной город.

#### Кассаб в Гражданской войне
Утром 21 марта 2014 года Кассаб и близлежащие населённые пункты подверглись атаке боевиков из группировок «Фронт ан-Нусра» и «Исламский фронт». Турецкий сайт Haber.sol обнародовал видеозапись, доказывающую, что террористические группировки вошли из Турции в населённый армянами сирийский район Кесаб при поддержке турецких властей; турецкими истребителями был сбит сирийский самолёт, атаковавший боевиков. Из Кассаба в Латакию были эвакуированы примерно 600—700 армянских семей. Около двадцати престарелых кассабских армян, не успевших покинуть Кассаб, были боевиками отправлены в Турцию, а затем через Бейрут вернулись в Сирию. 14 июня сирийская правительственная армия выбила боевиков из Кассаба. По данным на 25 июня 2014 года, во время оккупации района пропали без вести семеро армян и двое алавитов. Во время оккупации города боевиками из группировки «Джебхат-ан-Нусра» был разгромлен храм Святой Троицы Армянской евангелической церкви и культурный центр «Мисакян», многие дома были разграблены, разрушены или сожжены. .
В августе 2015 года, руководитель кесабской команды 6-х Всеармянских летних игр — Шант Ленцян, отметил, что уже полтора года, как ситуация улучшилась. По его словам 85 процентов города уже восстановлено и 95 процентов населения уже вернулись в свои дома, плюс — 30-40 семей приехали в Кассаб из Алеппо.

## Население
В 1848 году в самом Кассабе по данным миссионеров насчитывалось 300 домов. В начале XX века кроме самого Кассаба, из 13 соседних деревень района — 9 были населены армянами: Галатуран, Дузхадж, Эски Фрэн, Эскюран (Нижнее село), Экиз Олуг, Чаглачиг, Чинар, Пагчшгаз, Че Керкюня. По данным переписи населения 1911 года в Кассабе и в соседних деревнях проживало 6115 человек. В 1920 году учитель Симон Аянян провел новую перепись населения. По этим данным в районе проживало 2263 человек, из которых 779 в то время находились за границей.
| Год  | Население |
| ---- | --------- |
| 1921 | 2500      |
| 1923 | 3500      |
| 1947 | 5100      |
| 1955 | 1632      |
| 1993 | 1277      |

В 1947 году из 5100 жителей Кассаба и ближайших деревень в Советскую Армению репатриировались 2407 армян (по другим сведениям 3,8 тысяч). В начале 2014 года в Кассабе проживало около 1 500 армян. Из десяти полностью армянских деревень области (по данным 1950-60-х годов), по данным 2014 года, сохранились лишь три: Багджагаз, Дузагадж и Карадуран.

## Экономика
Кассаб известен своими яблочными садами. В районе стали выращивать яблони с 1965 года. Наряду с садоводством у кассабцев традиционно существуют и другие занятия, в том числе производство мыла из лаврового плода. Из лавра в кассабских селах производятся и эфирные масла, которые используются в косметическом производстве. В Кассабе расположенa мыловаренная фабрика «Кесаб Хёрбс».
Одним из главных занятий был табаководство, от которого окончательно отказались в 1960-е годы. В 1900—1960 годах в Кассабском районе занимались шелководством, но в 1960-е годы отказались, так как снизился спрос. В последние несколько десятилетия в Кассабе активно развивалась сфера туризма. Начали строить отели и рестораны, но не в самих селах, а на свободных землях, разделяющих их. Расстояние между селами все более сокращалось и в итоге все они слились в единый Кассаб.
По данным 2015 года население Кассаба в основном занимаются земледелием (садоводством).

## Культура
4 апреля 2014 года в Ереване в «Медиа-центре» состоялся показ первой части фильма «Кесаб». Первая часть фильма представляет историю Кесаба. Авторами серии документальных фильмов «Кесаб» являются священник ордена мхитаристов Венеции Амазасп Кешишян, а также Норайр Мелконян, Нане Багратуни и Липарит Асатрян. Фильм был снят в 2009—2010 годах.

## Фотогалерея

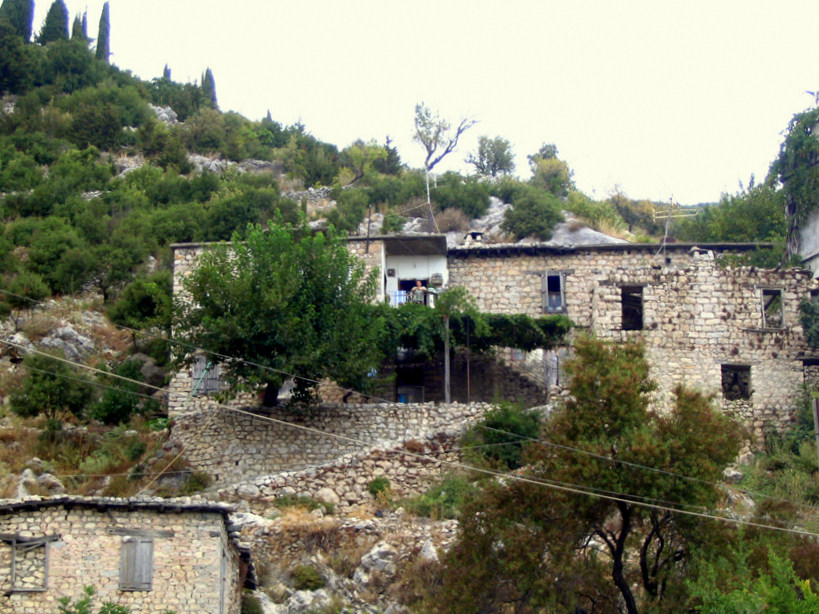
Армянский дом в Кассабе
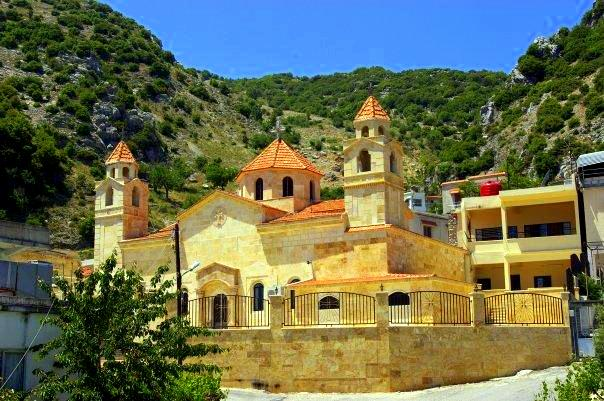
Армянская церковь в Кассабе
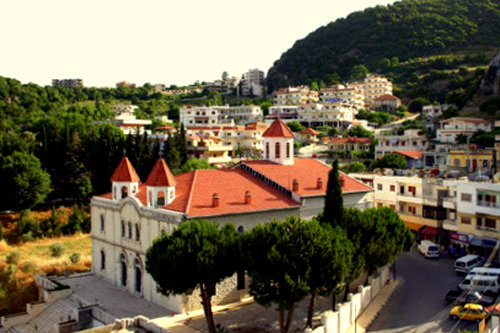
Район Гала
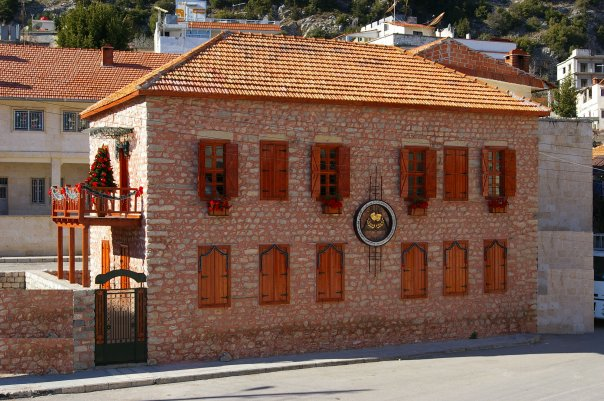
Здание культурного центра Мисакяна